# Buffonellaria biavicularis
Buffonellaria biavicularis är en mossdjursart som först beskrevs av Powell 1967.  Buffonellaria biavicularis ingår i släktet Buffonellaria och familjen Celleporidae. Inga underarter finns listade i Catalogue of Life.